# Coppa Hans Herzog 1913-1914
La Coppa Herzog 1913-1914 è stata la quinta edizione del campionato di calcio rumeno disputata nel maggio 1914 e vide la vittoria finale della Colentina AC București, che si confermò campione.
In contemporanea fu disputata una nuova edizione della Coppa Alexandru Bellio, che tuttavia non fu ultimata.

## Formula
Il torneo ebbe luogo nel maggio 1914 a Bucarest e fu riservato ai club di categoria I. Si iscrissero tre squadre che non ebbero a disposizione diversi giocatori stranieri tornati in patria a causa della mobilitazione generale che avrebbe portato di lì a poco alla prima guerra mondiale, mentre altri club non arrivarono neppure ad allestire una squadra.

## Classifica finale
|  | Pos. | Squadra                  | Pt | G | V | N | P | GF | GS | DR |
|  | ---- | ------------------------ | -- | - | - | - | - | -- | -- | -- |
|  | 1.   | Colentina Bucureṣti      | 4  | 2 | 2 | 0 | 0 | 7  | 0  | +7 |
|  | 2.   | Bukarester FC            | 1  | 2 | 0 | 1 | 1 | 1  | 3  | -2 |
|  | 3.   | Cercul Atletic București | 1  | 2 | 0 | 1 | 1 | 1  | 6  | -5 |

Legenda:

      Campione 
Note:

Due punti a vittoria, uno a pareggio, zero a sconfitta.

### Verdetti
- Colentina AC Bucarest Campione di Romania 1913-14.

## Risultati
| Bucarest | Colentina Bucarest | 5 – 0 | Cercul Atletic București | La Sosea |

| Bucarest | Bukarester FC | 0 – 2 | Colentina Bucarest | La Sosea |

| Bucarest | Bukarester FC | 1 – 1 | Cercul Atletic București | La Sosea |